# Mikkeller

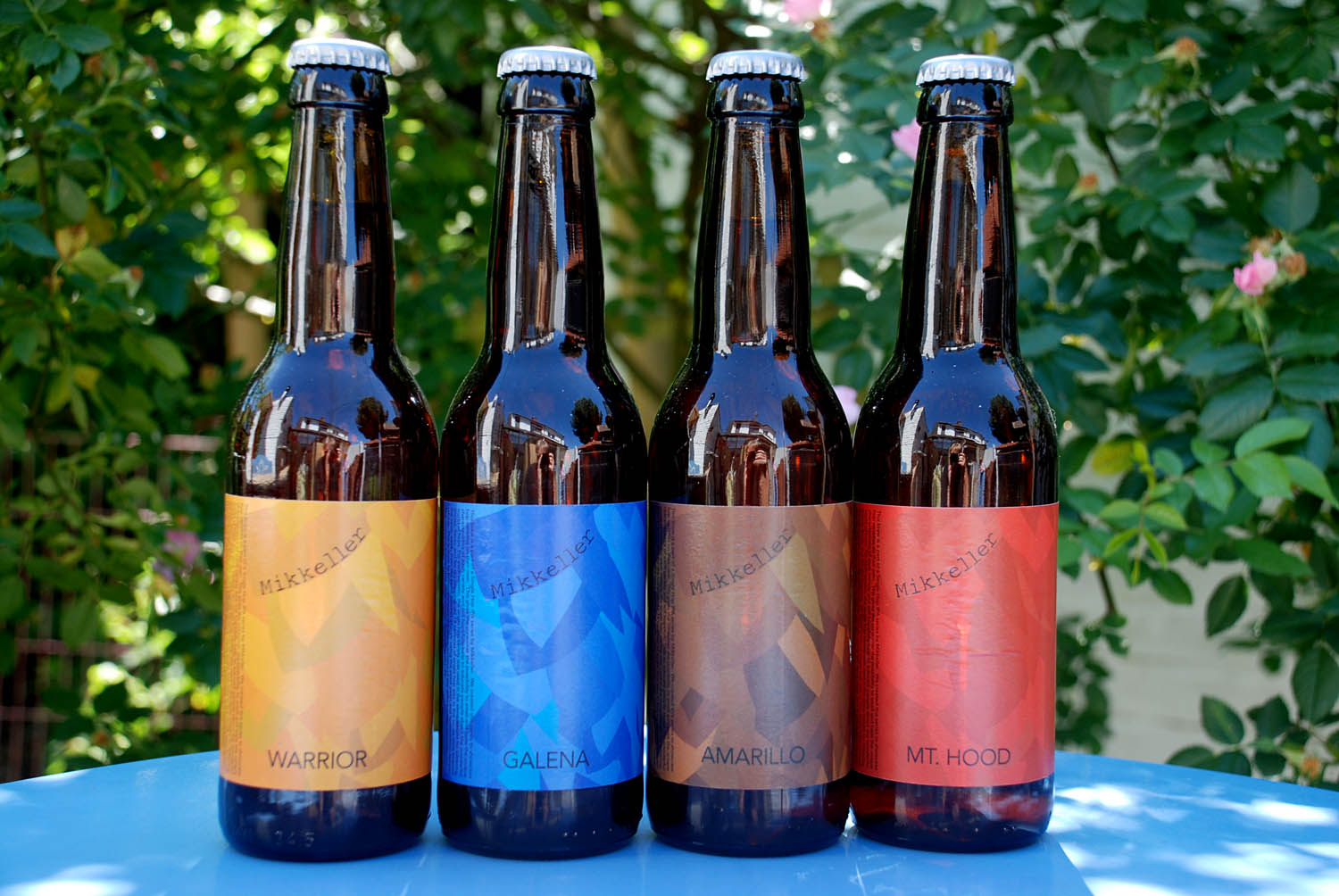
Fyra flaskor öl från Mikkeller.

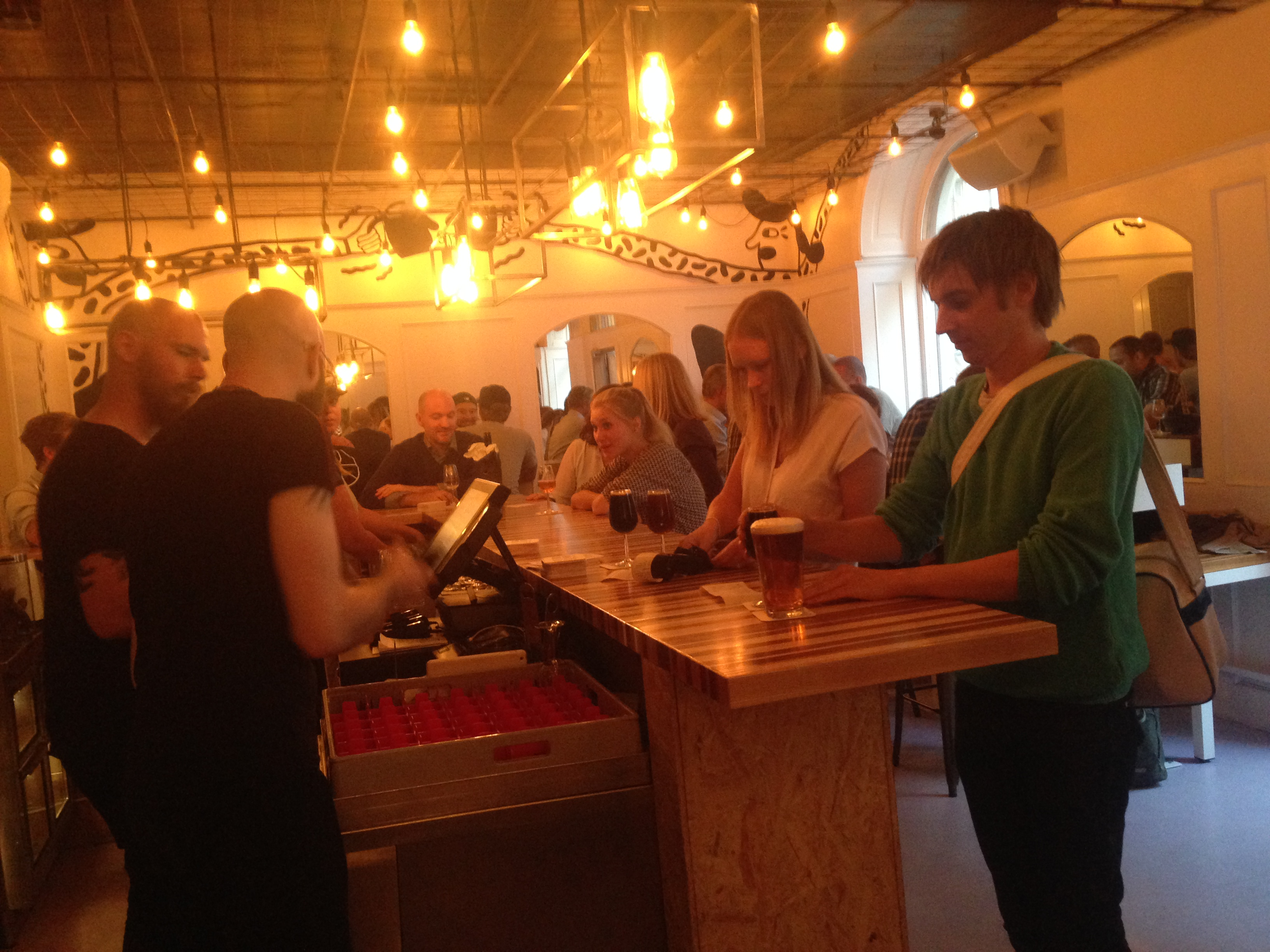
Mikkeller bar i Stockholm

Mikkeller är ett danskt mikrobryggeri.
Bryggeriet grundades av Mikkel Borg Bjergsø och Kristian Klarup Keller 2006 och från 2007 kom Borg Bjergsø att driva det själv. Samma år korades det till årets danska mikrobryggeri av Danske Ølentusiaster. Samma titel vann de igen 2008. 2012 kom bryggeriet på 16:e plats på rankingen över de bästa bryggerierna i världen på rankinglistan RateBeer, efter att ha nått en 13:e plats 2010.
Mikkeller är delvis ett så kallat nomadbryggeri, det vill säga att man inte äger egna bryggerilokaler, utan hyr bryggutrustning på andra bryggerier. Bryggeriet har bryggt öl i bland annat Danmark, Norge, Belgien, Storbritannien och USA. I Norge har de bryggt hos Nøgne Ø och Lervig Aktiebryggeri.
År 2010 öppnade «Mikkeller Bar» på Vesterbro i Köpenhamn. I mars 2013 öppnades Mikkellers andra ölbar, «Mikkeller & Friends», på Stefansgade på Nørrebro. De har även meddelat att de avser öppna en bar i San Francisco under 2013. I mars 2014 öppnades en Mikkeller Bar i centrala Stockholm.